# Lijst van watertorens in Gelderland
Deze lijst vormt een overzicht van watertorens in Gelderland.
| Watertoren                      | Plaats           | Provincie  | Bouwjaar       | Afgebroken                  | Hoogte                 | Inhoud                    | Architect                                                  | Foto |
| ------------------------------- | ---------------- | ---------- | -------------- | --------------------------- | ---------------------- | ------------------------- | ---------------------------------------------------------- | ---- |
| Aalten                          | Aalten           | Gelderland | 1943           |                             | 37,15 m                | 375 m³ + 195 m³           | G.J. Postel Hzn                                            |      |
| Arnhem                          | Arnhem           | Gelderland | 1926           |                             | 22,5 m                 | 600 m³                    | M.A. Brinkman Visser                                       |      |
| Berg en Dal                     | Berg en Dal      | Gelderland | 1929           |                             | 37,6 m                 | 110 m³                    | A. Busselaar en J.H.J. Kording                             |      |
| Bontebrug                       | Bontebrug (Ulft) | Gelderland | 1938           |                             | 37,6 m                 | 400 m³                    | G.J. Postel Hzn                                            |      |
| Culemborg                       | Culemborg        | Gelderland | 1911           |                             | 35 m                   | 200 m³                    | Visser & Smit Hanab                                        |      |
| Doetinchem                      | Doetinchem       | Gelderland | 1938           |                             | 40,6 m                 | 180 m³ + 180 m³           | G.J. Postel Hzn.                                           |      |
| Doorwerth                       | Doorwerth        | Gelderland | 1937-1938      |                             | 19 m                   | 60 m³                     | Th.K.J. Koch                                               |      |
| Ede                             | Ede              | Gelderland | omstreeks 1904 | 27 april 1978               | 41 m                   | onbekend                  |                                                            |      |
| Eibergen                        | Eibergen         | Gelderland | 1935           |                             | 46 m                   | 400 m³ + 200 m³           | J.H.J. Kording                                             |      |
| Ermelo                          | Ermelo           | Gelderland | 1912           |                             | onbekend               | onbekend                  |                                                            |      |
| Harderwijk                      | Harderwijk       | Gelderland | 1894           |                             | 15,85 m                | 336 m³                    | D. de Leeuw                                                |      |
| Leur                            | Leur             | Gelderland | 1960           |                             | 40 m                   | 800 m³                    | Brouwer en Deurvorst                                       |      |
| Lochem                          | Lochem           | Gelderland | 1924           |                             | 18,6 m                 | 250 m³                    | H. Wessel                                                  |      |
| Nijmegen                        | Nijmegen         | Gelderland | 1929           |                             | onbekend               | onbekend                  |                                                            |      |
| Nijkerk                         | Nijkerk          | Gelderland | 1898           |                             | 30 m                   | 140 m³                    | F.A. de Jongh                                              |      |
| Oosterbeek                      | Oosterbeek       | Gelderland | 1938           |                             | 22,35 m                | 150 m³                    | Th.K.J Koch                                                |      |
| Radio Kootwijk                  | Radio Kootwijk   | Gelderland | 1922           |                             | 37,85 m                | 110 m³                    | J.M. Luthmann                                              |      |
| Tiel, oude watertoren           | Tiel             | Gelderland | 1881-1893      | ca. 1946                    | 20 m (reservoirhoogte) | 300 m³                    |                                                            |      |
| Tiel, nieuwe watertoren         | Tiel             | Gelderland | 1946           |                             | 35 m                   | 500 m³                    | G.B.F. Hoes                                                |      |
| Ulft                            | Ulft             | Gelderland | 1913           |                             | onbekend               | onbekend                  |                                                            |      |
| Wageningen, Belvedère           | Wageningen       | Gelderland | 1898           | 1944 verwoest 1947 gesloopt | 20 m                   | onbekend                  | R. Kuipers                                                 |      |
| Wageningen, Generaal Foulkesweg | Wageningen       | Gelderland | 1948           |                             | 30 m                   | 130 m³                    | Th.K.J. Koch                                               |      |
| Winterswijk                     | Winterswijk      | Gelderland | 1926           |                             | 36 m                   | 400 m³                    | MABEG                                                      |      |
| Wolfheze                        | Wolfheze         | Gelderland | 1907           |                             | 27 m                   | 40 m³                     | E. Knevel                                                  |      |
| Zaltbommel, oude                | Zaltbommel       | Gelderland | 1905           |                             | 21 m                   | 50 m³                     | J. Schotel                                                 |      |
| Zaltbommel, nieuwe              | Zaltbommel       | Gelderland | 1964           |                             | 38 m                   | 1255 m³ + 875 m³ + 415 m³ | Brouwer en Deurvorst                                       |      |
| Drogenapstoren                  | Zutphen          | Gelderland | 1888-1892      |                             | 50 m                   | 180 m³                    | Na restauratie van Cuypers, Van Wijk, Hogendijk en Etteger |      |
| Zutphen, Warnsveldseweg         | Zutphen          | Gelderland | 1927           |                             | 46,2 m                 | 600 m³                    | Hendrik Sangster                                           |      |

Drenthe ·
Flevoland ·
Friesland ·
Gelderland ·
Groningen ·
Limburg ·
Noord-Brabant ·
Noord-Holland ·
Overijssel ·
Utrecht ·
Zeeland ·
Zuid-Holland